# Juan David Mosquera
Juan David „Cachi” Mosquera López (ur. 5 września 2002 w Cali) – kolumbijski piłkarz występujący na pozycji prawego obrońcy, od 2022 roku zawodnik amerykańskiego Portland Timbers.